# Pandolfo II. Malatesta
Pandolfo II. Malatesta, italijanski kondotjer, * 1325, † 1373.